# Bokspindling
Bokspindling (Cortinarius amoenolens) är en svampart som beskrevs av Rob. Henry ex P.D. Orton 1960. Cortinarius amoenolens ingår i släktet Cortinarius och familjen spindlingar.   Inga underarter finns listade i Catalogue of Life.
I den svenska databasen Dyntaxa används istället namnet Cortinarius anserinus för samma taxon.  Arten är reproducerande i Sverige.